# Тастанбеков, Куман Нурмаганович
Куман Нурмаганович Тастанбеков (10 марта 1945, Екиаша, Саркандский район, Алматинская область, Казахская ССР, СССР — 17 декабря 2017, Актау, Казахстан) — советский и казахский актёр кино и театра. Исполнитель роли Толегена из фильма Кыз-Жибек. Народный артист Казахстана (1993). Заслуженный артист Казахской ССР (1982). Лауреат премии Ленинского комсомола Казахской ССР (1976).

## Биография
Происходит из рода Садыр племени Найман Среднего жуза.
- Родился 10 марта 1945 года в селе Екиаша Талды-Курганской области.
- 1969 — окончил актёрский факультет Казахского государственного Института Искусств имени Курмангазы, в классе народной артистки СССР Хадиши Букеевой.
- С 1969 по 2017 — актёр Казахский государственный академический театр драмы имени М. О. Ауэзова
- С 1972 — член Союз кинематографистов СССР и Казахстана

## Основные роли на сцене

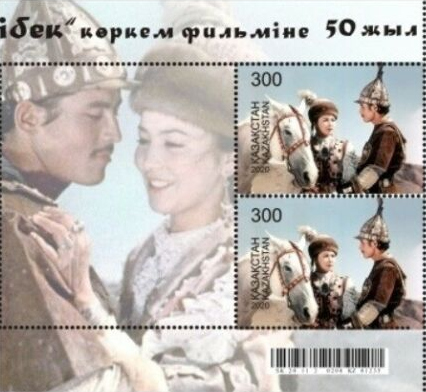
Утекeшова и Тастанбеков в Кыз Жибек

- Он исполнял главную роль Толегена в фильме «Кыз Жибек» в 1969—1970 годах. На счету актёра также роли в советских фильмах «Брат мой», «Необычный день», «Зима — не полевой сезон», «Сюда прилетают лебеди», «Эхо любви», «Невеста для брата», «Провинциальный роман», «Кто ты, всадник?».
- В 1976 году получил звание лауреата премии Ленинского комсомола Казахской ССР вместе с автором за главную роль в спектакле «Жеребёнок мой» по пьесе Оралхана Бокеева.
- Среди последних картин: роли в фильмах «Кочевник» (2006 год), «Махамбет» (2008 год) и «Алдар-Косе» (2011 год).

## Награды
- 1976 — Лауреат премии Ленинского комсомола Казахской ССР
- 1982 — присвоено почетное звание «Заслуженный артист Казахской ССР»
- Обладатель почётная грамота Верховный Совет Казахской ССР
- 1993 — присвоено почетное звание «Народный артист Казахстана»
- 2001 — Медаль «10 лет независимости Республики Казахстан»
- 2008 — Орден Курмет[3][4]
- 2015 — Медаль «20 лет Конституции Республики Казахстан»
- 2016 — Медаль «25 лет независимости Республики Казахстан»
- 2016 — Орден Парасат[5][6]
- 2017 — Обладатель государственной стипендии Первого Президента Республики Казахстан — Елбасы в области культуры[7]

## Семья
- Супруга — Утекешева Меруерт (1951), актриса Казахского государственного академического театра драмы им. М. Ауэзова, заслуженная артистка РК.
- Дочери — Жибек (1972) и Томирис (1989). Сын — Тастанбеков Фараби (1974).